# Amt Mahlberg
Das Amt Mahlberg war in napoleonischer Zeit eine Verwaltungseinheit im Süden des Landes Baden. Es bestand von 1803 bis 1813.

## Geschichte

### Historischer Hintergrund

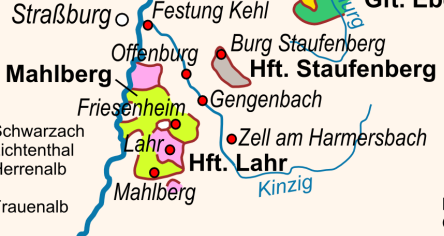
Die altbadischen Besitzungen in der Region

Das in der südlichen Ortenau an der Grenze zum Breisgau zwischen dem südlichen Oberrhein im Westen und dem mittleren Schwarzwald im Osten gelegene Amt hatte seine Wurzeln in der im Mittelalter aus einer Teilung des Hauses Geroldseck hervorgegangenen Unteren Herrschaft Lahr. Nach dem Aussterben der geroldseckschen Nebenlinie kam es unter den Erben zu einem komplizierten Prozess um die Nachfolge, an deren Ende 1629 eine Aufteilung der hieraus entstandenen Herrschaft Lahr-Mahlberg stand. Den Bestandteil Mahlberg trug sie nach der gleichnamigen Burg. Der Norden kam als Herrschaft Lahr an das Haus Nassau, der Süden an die Markgrafschaft Baden-Baden. Als Teil der Markgrafschaft Baden firmierte letzterer noch 1786 als Oberamt der Herrschaft Mahlberg, später entwickelte es sich zum Oberamt Mahlberg.

### Zeit seines Bestehens
Mit dem Reichsdeputationshauptschluss von 1803 konnte die zum Kurfürstentum aufgewertete Markgrafschaft Baden erhebliche Gebietsgewinne verzeichnen. In dieser Gegend waren es die an Nassau (mittlerweile Nassau-Usingen) gefallene Hälfte sowie vom Fürstbistum Straßburg die Herrschaft Ettenheim mitsamt dem Klosteramt Ettenheimmünster. Vorgesehen war die Errichtung einer Landvogtei Hochberg, unter deren Dach hier drei Ämter entstanden. Eines von ihnen war das Amt Mahlberg.
Da es nicht zur Errichtung der Landvogtei kam, wurde zunächst, unter der Bezeichnung Oberamt, im Sommer 1807 das Amt Lahr verselbstständigt. Im Rahmen der Verwaltungsgliederung des Landes wurde dieses wie auch das Oberamt Mahlberg mitsamt dem nachgeordneten Amt Mahlberg der auch Badische Markgrafschaft genannten Provinz des Mittelrheins unterstellt.
In Umsetzung des Novemberedikts von 1809 wurde das Oberamt Mahlberg Anfang 1810 aufgehoben. Das, insbesondere durch die Ausgliederung des Amtes Ettenheim sowie die Zuordnung des aufgelösten Amtes Ettenheimmünster in seinem Umfang deutlich veränderte Amt Mahlberg unterstand nun dem neu errichteten Kinzigkreis. Für Kriminaluntersuchungen zuständig wurde das Amt Mahlberg für die Ämter Ettenheim und Lahr.
Ende 1810 wurden dem Amt Mahlberg, in Bezug auf die allgemeine Verwaltung, sechs grundherrliche Orte unterstellt. Sie hatten seit Inkrafttreten des Novemberedikts unmittelbar dem Kreisdirektorium unterstanden. 1813 wurde das Amt Mahlberg aufgelöst: Der Bereich um den Hauptort wurde dem Bezirksamt Ettenheim zugeteilt, andere Orte kamen zum Bezirksamt Offenburg oder zum Bezirksamt Lahr.

## Orte und Einwohnerzahlen
1805 wurde von folgenden Ortschaften und Einwohnerzahlen berichtet:
| Gemeinde                              | Einwohnerzahl |
| ------------------------------------- | ------------- |
| Mahlberg, Stadt                       | 746           |
| Ettenheim, Stadt, mit Ettenheimweiler | 2.500         |
| Altenheim                             | 1.000         |
| Broggingen                            | 442           |
| Dundenheim                            | 518           |
| Grafenhausen                          | 965           |
| Ichenheim                             | 839           |
| Kappel am Rhein                       | 660           |
| Kippenheim, mit Kippenheimweiler      | 1.547         |
| Kürzell                               | 528           |
| Ottenheim                             | 914           |
| Ringsheim                             | 900           |
| Schutterzell                          | 317           |
| Tutschfelden                          | 259           |
| Wagenstadt                            | 455           |

Die bei Mahlburg Anfang 1810 verbliebenen Orte waren Altenheim, Dundenheim, Ichenheim, Kippenheim, Kippenheimweiler, Kürzell, Schutterzell und Ottenheim, die hinzugekommenen des Amtes Ettenheimmünster Münstertal, Schweighausen, Dörlinbach, Wittelbach, Münchweier und Wallburg. Zusätzlich wurde vom Amt Lahr der Ort Sulz nach Mahlberg umgegliedert. Letzteres wurde Ende 1810 rückgängig gemacht, dafür wurden dem Amt Mahlberg, in Bezug auf die allgemeine Verwaltung, die grundherrlichen Orte Orschweier, Nonnenweier, Wittenweier, Allmannsweier, Meißenheim und der Ottenweierhof zugewiesen.

## Leiter der Verwaltung
Die Leitung, mit dem Titel eines Oberamtsrates, hatte seit 1802 der schon seit Jahren in badischen Dienste stehende Ferdinand Ernst Wilhelm Kühlenthal inne. Er verstarb 1806, Nachfolger wurde 1807 der bisherige Stadtamtmann von Lahr, Johann Jakob Wagner. Er wurde 1810 zum Oberamtmann befördert.

## Weitere Entwicklung
Das Bezirksamt Ettenheim wurde 1924 aufgehoben und in das Bezirksamt Lahr eingegliedert. Dieses wurde 1939 in den Landkreis Lahr umgewandelt. Er wurde, ebenso wie der aus dem Bezirksamt Offenburg hervorgegangene Landkreis Offenburg Anfang 1973 aufgelöst, seither zählen fast alle Orte des Amtes Mahlberg zum Ortenaukreis. Lediglich die drei 1810 an das Amt Ettenheim abgetretenen Orte Broggingen, Tutschfelden und Wagenstadt gingen einen anderen Weg, der sie, in mehreren Zwischenschritten, in den Landkreis Emmendingen führte.